# Бартра, Марк
Марк Ба́ртра Арега́ль (исп. Marc Bartra Aregall, каталанский: [ˈmaɾɡ ˈbaɾtɾə əɾəˈɣaʎ], испанский: [ˈmaɾɣ ˈβaɾtɾa aɾeˈɣal]; 15 января 1991, Сант-Жауме-дельс-Доменьс, Таррагона, Испания) — испанский футболист, центральный защитник и капитан клуба «Реал Бетис». Выступал за сборную Испании.

## Клубная карьера
14 февраля 2010 года Марк Бартра дебютировал за первую команду «Барселоны», заменив на последние полчаса игры Жеффрена, в матче чемпионата Испании против «Атлетико Мадрид».
21 мая 2011 года в последнем туре испанского чемпионата против «Малаги» Марк забил свой первый мяч за главную команду «Барселоны», а каталонская команда одержала победу со счетом 3:1. Свой второй гол за «сине-гранатовых» забил в финале Кубка Испании 2013/2014 в ворота мадридского «Реала», однако «каталонцы» проиграли со счётом 2:1.
В сезонах 2013/14 и 2014/15 стал входить в основную обойму игроков своего клуба. Бартра играл на позиции центрального защитника под 15-м номером.
3 июня 2016 года было объявлено о переходе защитника в «Боруссию Дортмунд», цена трансфера составила 8 млн евро, прописанных в контракте игрока в качестве отступных, контракт подписан на четыре года.
11 апреля 2017 года, накануне матча «Боруссии» с «Монако» в Дортмунде, рядом с клубным автобусом произошёл взрыв. Марк Бартра пострадал. Его отвезли в больницу. Как выяснилось позже, Марк Бартра получил перелом лучевой кости: «Официальный диагноз Бартры — перелом и инородное тело в запястье»
30 января 2018 года Марк Бартра стал футболистом «Бетиса», с которым подписал контракт до 2023 года.
В 2022 году футболистом заинтересовался турецкий «Трабзонспор». Контракт с «Бетисом» до 2023 года не был исполнен до конца — трансфер Марка в Турцию состоялся. Стоимость перехода составила 1,25 млн €. В следующем году Бартра вернулся в «Бетис».

## Достижения
«Барселона»
- Чемпион Испании (5): 2009/10, 2010/11, 2012/13, 2014/15, 2015/16
- Обладатель Кубка Испании (3): 2011/12, 2014/15, 2015/16
- Обладатель Суперкубка Испании: 2013
- Победитель Лиги чемпионов (2): 2010/11, 2014/15
- Обладатель Суперкубка УЕФА: 2015
- Победитель Клубного чемпионата мира: 2015

«Боруссия» (Дортмунд)
- Обладатель Кубка Германии: 2016/17

«Реал Бетис»
- Обладатель Кубка Испании: 2021/22

## Личная жизнь
Родился в семье футболиста Хосепа Бартры и Монтсе Арегаль. Есть родной брат-близнец Эрик Бартра, который в юношеском возрасте получил травму и теперь играет в футбол на любительском уровне в CF «Llorenç» (Таррагона).
С 1 февраля 2014 года встречался со спортивной журналисткой Мелиссой Хименес, об отношениях с которой объявил 27 мая 2014 года, выложив совместное фото в Инстаграм. 18 августа 2015 года у пары родилась дочка, которую назвали Гала. 19 июня 2017 года Марк и Мелисса сыграли свадьбу в усадьбе Белль Рико муниципалитета Аржентоны.

## Статистика выступлений
| Выступление       | Выступление      | Выступление      | Лига | Лига | Кубок страны | Кубок страны | Еврокубки | Еврокубки | Другие | Другие | Итого | Итого |
| Клуб              | Лига             | Сезон            | Игры | Голы | Игры         | Голы         | Игры      | Голы      | Игры   | Голы   | Игры  | Голы  |
| ----------------- | ---------------- | ---------------- | ---- | ---- | ------------ | ------------ | --------- | --------- | ------ | ------ | ----- | ----- |
| Барселона Б       | Сегунда В        | 2009/10          | 30   | 1    | —            | —            | —         | —         | —      | —      | 30    | 1     |
| Барселона Б       | Сегунда          | 2010/11          | 28   | 1    | —            | —            | —         | —         | —      | —      | 28    | 1     |
| Барселона Б       | Сегунда          | 2011/12          | 23   | 0    | —            | —            | —         | —         | —      | —      | 23    | 0     |
| Барселона Б       | Итого            | Итого            | 81   | 2    | —            | —            | —         | —         | —      | —      | 81    | 2     |
| Барселона         | Примера          | 2009/10          | 1    | 0    | 0            | 0            | 0         | 0         | 0      | 0      | 1     | 0     |
| Барселона         | Примера          | 2010/11          | 2    | 1    | 2            | 0            | 1         | 0         | 0      | 0      | 5     | 1     |
| Барселона         | Примера          | 2011/12          | 1    | 0    | 0            | 0            | 1         | 0         | 0      | 0      | 2     | 0     |
| Барселона         | Примера          | 2012/13          | 8    | 0    | 2            | 0            | 6         | 0         | 0      | 0      | 16    | 0     |
| Барселона         | Примера          | 2013/14          | 20   | 1    | 6            | 1            | 4         | 0         | 0      | 0      | 30    | 2     |
| Барселона         | Примера          | 2014/15          | 14   | 1    | 5            | 0            | 6         | 0         | 0      | 0      | 25    | 1     |
| Барселона         | Примера          | 2015/16          | 13   | 2    | 5            | 0            | 4         | 0         | 2      | 0      | 24    | 2     |
| Барселона         | Итого            | Итого            | 59   | 5    | 20           | 1            | 22        | 0         | 2      | 0      | 103   | 6     |
| Боруссия Дортмунд | Бундеслига       | 2016/17          | 19   | 0    | 3            | 0            | 7         | 1         | 1      | 0      | 30    | 1     |
| Боруссия Дортмунд | Итого            | Итого            | 19   | 0    | 3            | 0            | 7         | 1         | 1      | 0      | 30    | 1     |
| Всего за карьеру  | Всего за карьеру | Всего за карьеру | 159  | 7    | 23           | 1            | 29        | 1         | 3      | 0      | 214   | 9     |